# Georg Lochner
Georg Lochner (* um 1824 in Kirchehrenbach (Oberfranken); † um 1910 in London) war eine Persönlichkeit der deutschen und internationalen Arbeiterbewegung des 19. Jahrhunderts. Von Beruf Tischler und Aktivist der Deutschen Revolution von 1848 (auch Märzrevolution), war er früh Mitglied im Bund der Gerechten und deren Nachfolgeorganisation Bund der Kommunisten. 1851 hielt er sich in Frankfurt am Main auf, wurde ausgewiesen und emigrierte 1852 endgültig nach London. Enger Freund von Karl Marx und Friedrich Engels.

## Leben
Lochner muss verheiratet gewesen sein (Name der Ehefrau unbekannt) – wohnte zusammen mit mindestens einem Sohn namens George junior (dessen Ehefrau Madaleine, Geburtsname unbekannt) im Londoner Stadtteil Hammersmith, am Nordufer der Themse. In einem Brief an Friedrich Engels gab er an, dass sein Arbeitsweg innerhalb Londons sehr lang gewesen sein. Seine Adresse lautete: 5 Sussex Place, Bridge Road, Hammersmith, London. Sein Enkel hieß George Cecil Lochner (1888 – 2. Juli 1916, gefallen im 1. Weltkrieg) – begraben am Militärfriedhof Ecoivres, Mont-Saint-Elois II.E.28 in Frankreich. Weitere Forschungen zu seinen Nachkommen sind bislang ergebnislos verlaufen.

## Politisches Engagement
In seiner Heimat Franken war er einer „der eifrigsten Demokraten“. In „Neubayern“, wie Franken in einer Beschreibung der Verhältnisse nach der Machtübernahme durch das Königreich Bayern 1815/16 genannt worden ist und der Märzrevolution, fielen auf das linke politische Lager 32 der 52 Wahlbezirke. Kurz, ehe die Kommunistenhetze in Deutschland losbrach, emigrierte Lochner nach England, nicht um seine Person in Sicherheit zu bringen, sondern, weil er weitere Propaganda und Aktionen ebenso für aussichtslos hielt, wie seine Nürnberger Genossen.
In London wurde er 1852 Mitglied im Deutschen Arbeiterbildungsverein. Als Friedrich Leßner nach seiner Festungshaft ebenfalls nach London gegangen ist, und sich dem Arbeiterbildungsverein anschloss, tritt er entschieden den kleinbürgerlichen Tendenzen innerhalb der Organisation entgegen. Seine „alten Verbündeten“ waren dabei neben Lochner vor allem Carl Heinrich Pfänder – Marx verfolgte mit großem Interesse die ideologischen Auseinandersetzungen dort. So stimmte er zu, eine eigene Zeitung des Arbeiterbildungsvereins herauszugeben, genannt „Das Volk“, die im Mai 1859 für kurze Zeit erschienen ist; um editorische Fragen zu klären, hatte Karl Marx seine Getreuen zu sich eingeladen: Wilhelm Liebknecht, Friedrich Leßner, Carl Heinrich Pfänder und Georg Lochner. Am 28. September 1864 wurde dann die Internationale Arbeiter-Assoziation (IAA), gegründet und auf Vorschlag von Marx persönlich wurde Georg Lochner in den Generalrat der 1. Internationale berufen. Er blieb dies in den Jahren 1864 bis 1867 und 1871/1872.

1864 unterzeichnete er den Brief von Karl Marx an Abraham Lincoln, als Gratulation zu dessen Wiederwahl zum amerikanischen Präsidenten. 1865 und 1871 nahm er an der Londoner Konferenzen der IAA teil. Marx selbst schrieb in einem Brief an Dr. Louis Kugelmann vom 12. Dezember 1868 nach Hannover: 

„...ein dritter Arbeiter, der Vorträge über mein Buch (Das Kapital) halten könnte, ist der Tischler Georg Lochner, der seit etwa 15 Jahren hier in London lebt“

Bei dem Begräbnis von Marx am 14. März 1883 war Lochner anwesend – es sollten, wie Karl Marx es selbst bestimmt hatte, „die Teilnahme auf die Familie und die intimsten Freunde“ beschränkt bleiben. In drei handgeschriebenen Briefen von Georg Lochner an Friedrich Engels in der zweiten Hälfte des 19. Jahrhunderts verlieh er bereits seiner Sorge Ausdruck, dass Marx zu früher sterben könnte, ohne sein Hauptwerk zu beenden, bzw., dass es ihm in Bezug nun auf Engels so ergehen würde, da auf diesen nun die Aufgabe zukommen werde, nach Karl Marx Tod, die weiteren Bände aus seinem Nachlass zusammen zu stellen. „Ich erinnere mich“, schrieb Lochner an Engels, „dass Marx, als wir von der möglichen Unterbrechung seiner Arbeiten sprachen, sich im gleichen Sinne aussprach“. Band 2 und 3 der Nachfolgebücher des „Kapitals“ veröffentlichte Engels 1885 und 1894. Leßner und Lochner beglückwünschten Friedrich Engels in einem gemeinsamen Brief vom 28. November 1894 dazu.
Edward Aveling, der Lebensgefährte von Marx‘ Tochter Eleanor, verfasste um 1890 den nachfolgenden Kommentar zu Lochner: 

„...von jenen Deutschen, die immer noch in London leben, Veteranen der Internationale, wie Friedrich Leßner (...), und (Wilhelm) Liebknecht (...) ist der behutsame, bescheidene, jedoch stets energiegeladene Lochner (einer der ältesten Freunde von Marx und Engels), der einzige Überlebende des alten Bundes der Kommunisten“

In der Leipziger Volkszeitung erschien ein Nachruf zum 80. Geburtstag von Friedrich Leßner am 27. Februar 1905:

„...Leßner ist nicht der einzige Veteran aus der Zeit des Kommunistenbundes, der heute noch lebt. Mit ihm zusammen, durch treue Freundschaft und die Waffenbrüderschaft von fast sechs Jahrzehnten verbunden, lebt heute noch in London Georg Lochner, sogar noch einige Jahre älter als Leßner, ein Kampfgenosse aus der Zeit des Kommunistenbundes und der Internationale“